# Campoplex elegantulus
Campoplex elegantulus är en stekelart som beskrevs av Gupta och Maheshwary 1977. Campoplex elegantulus ingår i släktet Campoplex och familjen brokparasitsteklar. Inga underarter finns listade.